# Jens Hundseid
Jens Hundseid (Vikedal, 6 maggio 1883 – Oslo, 2 giugno 1965) è stato un politico norvegese, deputato dal 1924 al 1940 e primo ministro della Norvegia dal 1932 al 1933.

## Biografia
Nel 1940 aderisce all'Unione Nazionale, un partito collaborazionista con le forze d'occupazione naziste.
Dopo la fine della seconda guerra mondiale, durante le purghe contro i collaborazionisti viene condannato a 10 anni di carcere.
Scarcerato nel 1949 visse appartato fino alla morte.